# Roland Delorme
Roland Camille Roger Delorme (nascido em 18 de dezembro de 1983) é um lutador estadunidense de MMA que compete atualmente na categoria Peso Galo. Delorme foi um dos participante do The Ultimate Fighter: Team Bisping vs. Team Miller.

## Carreira no MMA

### Início da Carreira
Delorme obteve um cartel de 6–1 antes de entrar no The Ultimate Fighter, lutando exclusivamente em seu país (Canadá).

### The Ultimate Fighter
Delorme foi um dos escolhidos para o Time Miller após finalizar B.J. Ferguson com um triângulo na luta eliminatórias.
Delorme enfrentou nas quartas de final aquele que seria um dos finalistas daquela edição do reality show, T.J. Dillashaw. Delorme perdeu por finalização no segundo round após ser contantemente derrubado por Dillashaw.

### Ultimate Fighting Championship
Delorme enfrentou Josh Ferguson no The Ultimate Fighter 14 Finale, vencendo por finalização no terceiro round.
Delorme enfrentou Nick Denis no UFC on Fox: Diaz vs. Miller, substituindo Johnny Bedford que havia se lesionado. Delorme finalizou Denis com um mata-leão no final primeiro round após muita movimentação de ambos.
Delorme foi brevemente ligado a uma luta contra o recém-chegado ao UFC, Bibiano Fernandes em Julho de 2012 no UFC 149.  No entanto, Fernandes não assinou com o UFC. Delorme então enfrentou Francisco Rivera no evento. Delorme perdeu por nocaute no primeiro round, porém o resultado foi mudado para No Contest pois Rivera testou positivos para substâncias proibidas.
Delorme enfrentou Edwin Figueroa em 15 de Junho de 2013 no UFC 161. Ele venceu por decisão unânime.
Delorme enfrentou Alex Caceres em 21 de Setembro de 2014 no UFC 165. Delorme perdeu por decisão dividida.
Delorme era esperado para enfrentar Davey Grant em 8 de Março de 2014 no UFC Fight Night: Gustafsson vs. Manuwa. No entanto a luta foi cancelada logo após a pesagem pois havia lesionado o menisco.
Delorme enfrentou Michinori Tanaka em 14 de Junho de 2014 no UFC 174. Ele perdeu por decisão unânime.
Delorme enfrentou Yuta Sasaki em 23 de Agosto de 2014 no UFC Fight Night: Bisping vs. Le. Ele teve sua terceira derrota seguida ao ser derrotado por finalização no começo da luta.
Com a sequência de três derrotas negativas, Delorme foi demitido do UFC em janeiro de 2015.

## Cartel no MMA
| Cartel no MMA   |            |            |
| 15 lutas        | 9 vitórias | 5 derrotas |
| Por nocaute     | 2          | 1          |
| Por finalização | 6          | 1          |
| Por decisão     | 1          | 3          |
| No contest      | 1          | 1          |

| Res.    | Cartel  | Oponente          | Método                           | Evento                            | Data       | Round | Tempo | Local                       | Notas                                              |
| ------- | ------- | ----------------- | -------------------------------- | --------------------------------- | ---------- | ----- | ----- | --------------------------- | -------------------------------------------------- |
| Derrota | 9-5 (1) | Jesse Arnett      | TKO (socos)                      | SFL 42: Fight Night at the Corral | 15/08/2015 | 2     | 3:00  | Calgary, Alberta            |                                                    |
| Derrota | 9-4 (1) | Yuta Sasaki       | Finalização (mata leão)          | UFC Fight Night: Bisping vs. Le   | 23/08/2014 | 1     | 1:06  | Cotai                       |                                                    |
| Derrota | 9–3 (1) | Michinori Tanaka  | Decisão (unânime)                | UFC 174: Johnson vs. Bagautinov   | 14/06/2014 | 3     | 5:00  | Vancouver, British Columbia |                                                    |
| Derrota | 9–2 (1) | Alex Caceres      | Decisão (dividida)               | UFC 165: Jones vs. Gustafsson     | 21/09/2013 | 3     | 5:00  | Toronto, Ontario            |                                                    |
| Vitória | 9–1 (1) | Edwin Figueroa    | Decisão (unânime)                | UFC 161: Evans vs. Henderson      | 15/06/2013 | 3     | 5:00  | Winnipeg, Manitoba          |                                                    |
| NC      | 8–1 (1) | Francisco Rivera  | Sem Resultado (resultado mudado) | UFC 149: Faber vs. Barão          | 21/07/2012 | 1     | 4:19  | Calgary, Alberta            | Havia perdido por KO; Rivera falhou no antidoping. |
| Vitória | 8–1     | Nick Denis        | Finalização (mata-leão)          | UFC on Fox: Diaz vs. Miller       | 05/05/2012 | 1     | 4:59  | East Rutherford, New Jersey |                                                    |
| Vitória | 7–1     | Josh Ferguson     | Finalização (mata-leão)          | The Ultimate Fighter 14 Finale    | 03/12/2011 | 3     | 0:22  | Las Vegas, Nevada           |                                                    |
| Derrota | 6–1     | Eric Wilson       | Decisão (dividida)               | Canadian Fighting Championship 6  | 08/10/2010 | 3     | 5:00  | Winnipeg, Manitoba          |                                                    |
| Vitória | 6–0     | Sean Quinn        | Nocaute Técnico (socos)          | Canadian Fighting Championship 5  | 04/06/2010 | 2     | 3:02  | Winnipeg, Manitoba          |                                                    |
| Vitória | 5–0     | Remi Morvan       | Finalização (mata-leão)          | Canadian Fighting Championship 4  | 26/02/2010 | 1     | 2:28  | Winnipeg, Manitoba          |                                                    |
| Vitória | 4–0     | Remi Morvan       | Finalização (chave de braço)     | Wreck MMA                         | 12/12/2009 | 1     | 4:21  | Gatineau, Quebec            |                                                    |
| Vitória | 3–0     | Stephane Denis    | Nocaute Técnico (socos)          | Canadian Fighting Championship 3  | 13/11/2009 | 2     | 4:40  | Winnipeg, Manitoba          |                                                    |
| Vitória | 2–0     | Matt Veal         | Finalização (mata-leão)          | UCW 16                            | 19/06/2009 | 1     | 3:30  | Winnipeg, Manitoba          |                                                    |
| Vitória | 1–0     | Dwight Sutherland | Finalização (chave de braço)     | UCW 13                            | 12/09/2008 | 1     | 4:40  | Winnipeg, Manitoba          |                                                    |